# Jan Friis-Mikkelsen
Jan Friis-Mikkelsen (født 26. februar 1963) er en dansk kok, konditorbager og smagsdommer. Jan optrådte første gang på TV sammen med Claus Meyer i DR1s madprogram Meyers Køkken i 1990'erne. Fra 2012 til 2016 var han dommer i DR1s Den store bagedyst sæson 1-5 sammen med Mette Blomsterberg.
Jan Friis-Mikkelsen er uddannet i Frankrig. Han ejer og driver Restaurant Tinggården i Asserbo mellem Frederiksværk og Ramløse i Nordsjælland, som åbnede i 1987. Restauranten ligger i en firelænget gård fra 1702. Maden er fransk inspireret og laves fra bunden med fokus på råvarernes kvalitet og oprindelse.
Jan Friis-Mikkelsen udvidede i sommeren 2018 sin restaurant med en kombineret landhandel og café, som har samme fokus på råvarer som restauranten og samtidig et element af formidling ved hjælp af et åbent køkken. Landhandlen er støttet med 400.000 kr. af EUs LAG-midler ("Local action group") til udvikling af landdistrikter.
Jan Friis-Mikkelsen er grundlægger og medejer af Frederiksdal Kirsebærvin, som dyrker og eksperimenterer med kirsebær på Frederiksdal Gods ved Harpelunde på Lolland.